# Yanik Frick
Yanik Frick (Liestal, 27 maggio 1998) è un calciatore liechtensteinese, attaccante svincolato.

## Biografia
È il figlio maggiore di Mario Frick, allenatore ed ex calciatore, recordman di presenze e reti con la nazionale liechtensteinese. Anche il fratello Noah è calciatore

## Caratteristiche tecniche
Gioca nel ruolo di centravanti.

## Carriera

### Club

#### Inizi e Altach
Nasce in Svizzera, a Liestal, nel Canton Basilea Campagna, mentre suo padre militava nel Basilea. Inizia a giocare a 8 anni, nel 2006, nel vivaio del Siena, in Italia, squadra nella quale militava in quel periodo il padre. Segue quest'ultimo anche nella sua successiva esperienza elvetica, stazionando dal 2009 al 2011 nel settore giovanile del San Gallo. All'età di 13 anni, le strade dei due si dividono e Yanik va a giocare in Liechtenstein, nell'Eschen/Mauren, rimanendovi fino al 2014. A 16 anni ritorna al San Gallo dove rimane per una stagione e mezza, prima di tornare in patria al Vaduz.
Nel 2016 termina le giovanili e si trasferisce in Austria, all'Altach Juniors, seconda squadra dell'Altach, militante in Regionalliga, la terza divisione del Paese. Debutta il 24 luglio, in campionato, perdendo 0-2 in casa contro il Wörgl; nel turno successivo, il 30 luglio, mette a segno la prima rete in carriera, quella dell'1-0 nella vittoria per 2-1 sul campo dell'Austria Salisburgo. Conclude la sua prima stagione da professionista con 23 presenze totali e 5 reti.

#### Perugia
Nell'estate 2017 passa a titolo definitivo agli italiani del Perugia, in Serie B. Esordisce con gli umbri il 6 agosto nel 2º turno di Coppa Italia, giocando i primi 51 minuti del derby casalingo con il Gubbio vinto per 2-1.

#### Livorno,  Pro Piacenza e Rapperswil Jona
Il 31 gennaio 2018, dopo quattro presenze totali con i biancorossi, viene acquistato dal Livorno, che lo cede subito in prestito al Pro Piacenza.. Nel 2019 lascia l'Italia, dopo il fallimento del Pro Piacenza, firmando per Rapperswil-Jona.

#### Energie Cottbus
Il 6 ottobre 2020 viene acquistato dall'Energie Cottbus.

### Nazionale
Inizia a giocare con le nazionali giovanili liechtensteinesi nel 2013, con il Liechtenstein under 17, giocando fino al 2014 3 partite, di cui 2 nelle qualificazioni all'Europeo di categoria 2015. Nel 2015 esordisce nel Liechtenstein under 19, nelle qualificazioni all'Europeo di categoria 2016. Il 12 novembre 2015 esordisce con il Liechtenstein under 21, nelle qualificazioni all'Europeo di categoria 2017, perdendo 5-0 in trasferta contro la Grecia. Il 6 ottobre 2016 debutta nel Liechtenstein, nella sfida casalinga di qualificazione al Mondiale 2018 contro l'Albania, persa per 2-0. Segna il primo goal con la nazionale il 12 ottobre 2019 nella sfida di Qualificazioni al campionato europeo di calcio 2020 contro l'Armenia, terminata 1-1.

## Statistiche

### Presenze e reti nei club
Statistiche aggiornate all'8 ottobre 2020.
| Stagione               | Squadra                | Campionato             | Campionato | Campionato | Coppe nazionali | Coppe nazionali | Coppe nazionali | Coppe continentali | Coppe continentali | Coppe continentali | Altre coppe | Altre coppe | Altre coppe | Totale | Totale | Totale |
| Stagione               | Squadra                | Comp                   | Pres       | Reti       | Comp            | Pres            | Reti            | Comp               | Pres               | Reti               | Comp        | Pres        | Reti        | Pres   | Reti   |        |
| ---------------------- | ---------------------- | ---------------------- | ---------- | ---------- | --------------- | --------------- | --------------- | ------------------ | ------------------ | ------------------ | ----------- | ----------- | ----------- | ------ | ------ | ------ |
| 2016-2017              | Altach Juniors         | RLW                    | 23         | 5          | -               | -               | -               | -                  | -                  | -                  | -           | -           | -           | 23     | 5      |        |
| 2017-gen. 2018         | Perugia                | B                      | 3          | 0          | CI              | 1               | 0               | -                  | -                  | -                  | -           | -           | -           | 4      | 0      |        |
| gen.-giu. 2018         | Pro Piacenza           | C                      | 6          | 1          | CI-C            | -               | -               | -                  | -                  | -                  | -           | -           | -           | 6      | 1      |        |
| 2018-2019              | Rapperswil-Jona        | CL                     | 5          | 0          | CS              | -               | -               | -                  | -                  | -                  | -           | -           | -           | 5      | 0      |        |
| 2019-2020              | Rapperswil-Jona        | PL                     | 9          | 5          | CS              | 1               | 0               | -                  | -                  | -                  | -           | -           | -           | 10     | 5      |        |
| 2020-2021              | Rapperswil-Jona        | PL                     | 0          | 0          | CS              | 0               | 0               | -                  | -                  | -                  | -           | -           | -           | 0      | 0      |        |
| Totale Rapperswil-Jona | Totale Rapperswil-Jona | Totale Rapperswil-Jona | 14         | 5          |                 | 1               | 0               |                    |                    |                    |             |             |             | 15     | 5      |        |
| Totale carriera        | Totale carriera        | Totale carriera        | 46         | 6          |                 | 2               | 0               |                    | -                  | -                  |             | -           | -           | 48     | 6      |        |

### Cronologia presenze e reti in nazionale
| Cronologia completa delle presenze e delle reti in nazionale ― Liechtenstein | Cronologia completa delle presenze e delle reti in nazionale ― Liechtenstein | Cronologia completa delle presenze e delle reti in nazionale ― Liechtenstein | Cronologia completa delle presenze e delle reti in nazionale ― Liechtenstein | Cronologia completa delle presenze e delle reti in nazionale ― Liechtenstein | Cronologia completa delle presenze e delle reti in nazionale ― Liechtenstein | Cronologia completa delle presenze e delle reti in nazionale ― Liechtenstein | Cronologia completa delle presenze e delle reti in nazionale ― Liechtenstein |
| Data                                                                         | Città                                                                        | In casa                                                                      | Risultato                                                                    | Ospiti                                                                       | Competizione                                                                 | Reti                                                                         | Note                                                                         |
| ---------------------------------------------------------------------------- | ---------------------------------------------------------------------------- | ---------------------------------------------------------------------------- | ---------------------------------------------------------------------------- | ---------------------------------------------------------------------------- | ---------------------------------------------------------------------------- | ---------------------------------------------------------------------------- | ---------------------------------------------------------------------------- |
| 6-10-2016                                                                    | Vaduz                                                                        | Liechtenstein                                                                | 0 – 2                                                                        | Albania                                                                      | Qual. Mondiali 2018                                                          | -                                                                            | 60’ 88’                                                                      |
| 9-10-2016                                                                    | Haifa                                                                        | Israele                                                                      | 2 – 1                                                                        | Liechtenstein                                                                | Qual. Mondiali 2018                                                          | -                                                                            | 75’                                                                          |
| 24-3-2017                                                                    | Vaduz                                                                        | Liechtenstein                                                                | 0 – 3                                                                        | Macedonia                                                                    | Qual. Mondiali 2018                                                          | -                                                                            |                                                                              |
| 7-6-2017                                                                     | Turku                                                                        | Finlandia                                                                    | 1 – 1                                                                        | Liechtenstein                                                                | Amichevole                                                                   | -                                                                            | 61’                                                                          |
| 11-6-2017                                                                    | Udine                                                                        | Italia                                                                       | 5 – 0                                                                        | Liechtenstein                                                                | Qual. Mondiali 2018                                                          | -                                                                            |                                                                              |
| 2-9-2017                                                                     | Elbasan                                                                      | Albania                                                                      | 2 – 0                                                                        | Liechtenstein                                                                | Qual. Mondiali 2018                                                          | -                                                                            | 65’                                                                          |
| 8-6-2019                                                                     | Erevan                                                                       | Armenia                                                                      | 3 – 0                                                                        | Liechtenstein                                                                | Qual. Euro 2020                                                              | -                                                                            | 46’                                                                          |
| 12-10-2019                                                                   | Vaduz                                                                        | Liechtenstein                                                                | 1 – 1                                                                        | Armenia                                                                      | Qual. Euro 2020                                                              | 1                                                                            | 67’                                                                          |
| 15-10-2019                                                                   | Vaduz                                                                        | Liechtenstein                                                                | 0 – 5                                                                        | Italia                                                                       | Qual. Euro 2020                                                              | -                                                                            | 63’                                                                          |
| 15-11-2019                                                                   | Helsinki                                                                     | Finlandia                                                                    | 3 – 0                                                                        | Liechtenstein                                                                | Qual. Euro 2020                                                              | -                                                                            | 84’                                                                          |
| 18-11-2019                                                                   | Vaduz                                                                        | Liechtenstein                                                                | 0 – 3                                                                        | Bosnia ed Erzegovina                                                         | Qual. Euro 2020                                                              | -                                                                            | 56’ 82’                                                                      |
| 8-9-2020                                                                     | Rimini                                                                       | San Marino                                                                   | 0 – 2                                                                        | Liechtenstein                                                                | UEFA Nations League 2020-2021 - 1º turno                                     | 1                                                                            | 42’ 87’                                                                      |
| 7-10-2020                                                                    | Lussemburgo                                                                  | Lussemburgo                                                                  | 1 – 2                                                                        | Liechtenstein                                                                | Amichevole                                                                   | -                                                                            | 51’                                                                          |
| 17-11-2020                                                                   | Gibilterra                                                                   | Gibilterra                                                                   | 1 – 1                                                                        | Liechtenstein                                                                | UEFA Nations League 2020-2021 - 1º turno                                     | -                                                                            | 75’                                                                          |
| 25-3-2021                                                                    | Vaduz                                                                        | Liechtenstein                                                                | 0 – 1                                                                        | Armenia                                                                      | Qual. Mondiali 2022                                                          | -                                                                            | 45+3’                                                                        |
| 28-3-2021                                                                    | Skopje                                                                       | Macedonia del Nord                                                           | 5 – 0                                                                        | Liechtenstein                                                                | Qual. Mondiali 2022                                                          | -                                                                            |                                                                              |
| 31-3-2021                                                                    | Vaduz                                                                        | Liechtenstein                                                                | 1 – 4                                                                        | Islanda                                                                      | Qual. Mondiali 2022                                                          | 1                                                                            |                                                                              |
| 3-6-2021                                                                     | San Gallo                                                                    | Svizzera                                                                     | 7 – 0                                                                        | Liechtenstein                                                                | Amichevole                                                                   | -                                                                            | 83’                                                                          |
| 7-6-2021                                                                     | Tórshavn                                                                     | Fær Øer                                                                      | 5 – 1                                                                        | Liechtenstein                                                                | Amichevole                                                                   | -                                                                            |                                                                              |
| 2-9-2021                                                                     | San Gallo                                                                    | Liechtenstein                                                                | 0 – 2                                                                        | Germania                                                                     | Qual. Mondiali 2022                                                          | -                                                                            | 71’                                                                          |
| 5-9-2021                                                                     | Bucarest                                                                     | Romania                                                                      | 2 – 0                                                                        | Liechtenstein                                                                | Qual. Mondiali 2022                                                          | -                                                                            | 70’                                                                          |
| 8-9-2021                                                                     | Erevan                                                                       | Armenia                                                                      | 1 – 1                                                                        | Liechtenstein                                                                | Qual. Mondiali 2022                                                          | -                                                                            | 42’                                                                          |
| 8-10-2021                                                                    | Vaduz                                                                        | Liechtenstein                                                                | 0 – 4                                                                        | Macedonia del Nord                                                           | Qual. Mondiali 2022                                                          | -                                                                            |                                                                              |
| 11-10-2021                                                                   | Reykjavík                                                                    | Islanda                                                                      | 4 – 0                                                                        | Liechtenstein                                                                | Qual. Mondiali 2022                                                          | -                                                                            | 84’                                                                          |
| 11-11-2021                                                                   | Wolfsburg                                                                    | Germania                                                                     | 9 – 0                                                                        | Liechtenstein                                                                | Qual. Mondiali 2022                                                          | -                                                                            | 29’                                                                          |
| 14-11-2021                                                                   | Vaduz                                                                        | Liechtenstein                                                                | 0 – 2                                                                        | Romania                                                                      | Qual. Mondiali 2022                                                          | -                                                                            | 71’                                                                          |
| 3-6-2022                                                                     | Vaduz                                                                        | Liechtenstein                                                                | 0 – 2                                                                        | Moldavia                                                                     | UEFA Nations League 2022-2023 - 1º turno                                     | -                                                                            | 55’ 62’                                                                      |
| 6-6-2022                                                                     | Riga                                                                         | Lettonia                                                                     | 1 – 0                                                                        | Liechtenstein                                                                | UEFA Nations League 2022-2023 - 1º turno                                     | -                                                                            | 54’                                                                          |
| 10-6-2022                                                                    | Andorra la Vella                                                             | Andorra                                                                      | 2 – 1                                                                        | Liechtenstein                                                                | UEFA Nations League 2022-2023 - 1º turno                                     | -                                                                            | 77’                                                                          |
| 14-6-2022                                                                    | Vaduz                                                                        | Liechtenstein                                                                | 0 – 2                                                                        | Lettonia                                                                     | UEFA Nations League 2022-2023 - 1º turno                                     | -                                                                            | 46’                                                                          |
| Totale                                                                       |                                                                              | Presenze                                                                     | 30                                                                           |                                                                              | Reti                                                                         | 3                                                                            |                                                                              |

| Cronologia completa delle presenze e delle reti in nazionale ― Liechtenstein under 21 | Cronologia completa delle presenze e delle reti in nazionale ― Liechtenstein under 21 | Cronologia completa delle presenze e delle reti in nazionale ― Liechtenstein under 21 | Cronologia completa delle presenze e delle reti in nazionale ― Liechtenstein under 21 | Cronologia completa delle presenze e delle reti in nazionale ― Liechtenstein under 21 | Cronologia completa delle presenze e delle reti in nazionale ― Liechtenstein under 21 | Cronologia completa delle presenze e delle reti in nazionale ― Liechtenstein under 21 | Cronologia completa delle presenze e delle reti in nazionale ― Liechtenstein under 21 |
| Data                                                                                  | Città                                                                                 | In casa                                                                               | Risultato                                                                             | Ospiti                                                                                | Competizione                                                                          | Reti                                                                                  | Note                                                                                  |
| ------------------------------------------------------------------------------------- | ------------------------------------------------------------------------------------- | ------------------------------------------------------------------------------------- | ------------------------------------------------------------------------------------- | ------------------------------------------------------------------------------------- | ------------------------------------------------------------------------------------- | ------------------------------------------------------------------------------------- | ------------------------------------------------------------------------------------- |
| 12-11-2015                                                                            | Kallithea                                                                             | Grecia under 21                                                                       | 5 – 0                                                                                 | Liechtenstein under 21                                                                | Qual. Europeo Under-21 2017                                                           | -                                                                                     | 75’                                                                                   |
| 16-11-2015                                                                            | Elbasan                                                                               | Albania under 21                                                                      | 2 – 0                                                                                 | Liechtenstein under 21                                                                | Qual. Europeo Under-21 2017                                                           | -                                                                                     | 74’                                                                                   |
| 24-3-2016                                                                             | Ponta Delgada                                                                         | Portogallo under 21                                                                   | 4 – 0                                                                                 | Liechtenstein under 21                                                                | Qual. Europeo Under-21 2017                                                           | -                                                                                     | 81’                                                                                   |
| 1-9-2016                                                                              | Győr                                                                                  | Ungheria under 21                                                                     | 4 – 0                                                                                 | Liechtenstein under 21                                                                | Qual. Europeo Under-21 2017                                                           | -                                                                                     | 84’                                                                                   |
| 6-9-2016                                                                              | Petah Tiqwa                                                                           | Israele under 21                                                                      | 4 – 0                                                                                 | Liechtenstein under 21                                                                | Qual. Europeo Under-21 2017                                                           | -                                                                                     | 68’                                                                                   |
| Totale                                                                                |                                                                                       | Presenze                                                                              | 5                                                                                     |                                                                                       | Reti                                                                                  | 0                                                                                     |                                                                                       |